# Nada a Esconder
Nada A Esconder é o último álbum de estúdio da banda portuguesa de punk rock Tara Perdida. Foi lançado em 2008 pela editora Universal. Foi lançado juntamente com o álbum o DVD, "É Incrível", como edição bónus em edição limitada.

## Faixas
1. Cidade (Insanidade)
2. Sentimento Ingénuo
3. Pernas P'ró Ar
4. Podia Ser Dr.
5. Histórias de Encantar (São Memórias)
6. Memórias (Não Há Nada a Fazer)
7. 3 de Maio
8. A Porta (dias que vêm Lá)
9. Eu Sei, Não Sei... Ou Será Que Sei
10. O Nome da Sombra
11. Olá Sou Eu (Ainda Te Lembras de Mim)

## Elementos
- João "Capitão" Ribas - (voz)
- Rodrigo - (bateria)
- Ruka (guitarra)
- Ganso (guitarra)
- Jimmix (baixo)